# Liste der Nationalstraßen und Autobahnen in Montenegro

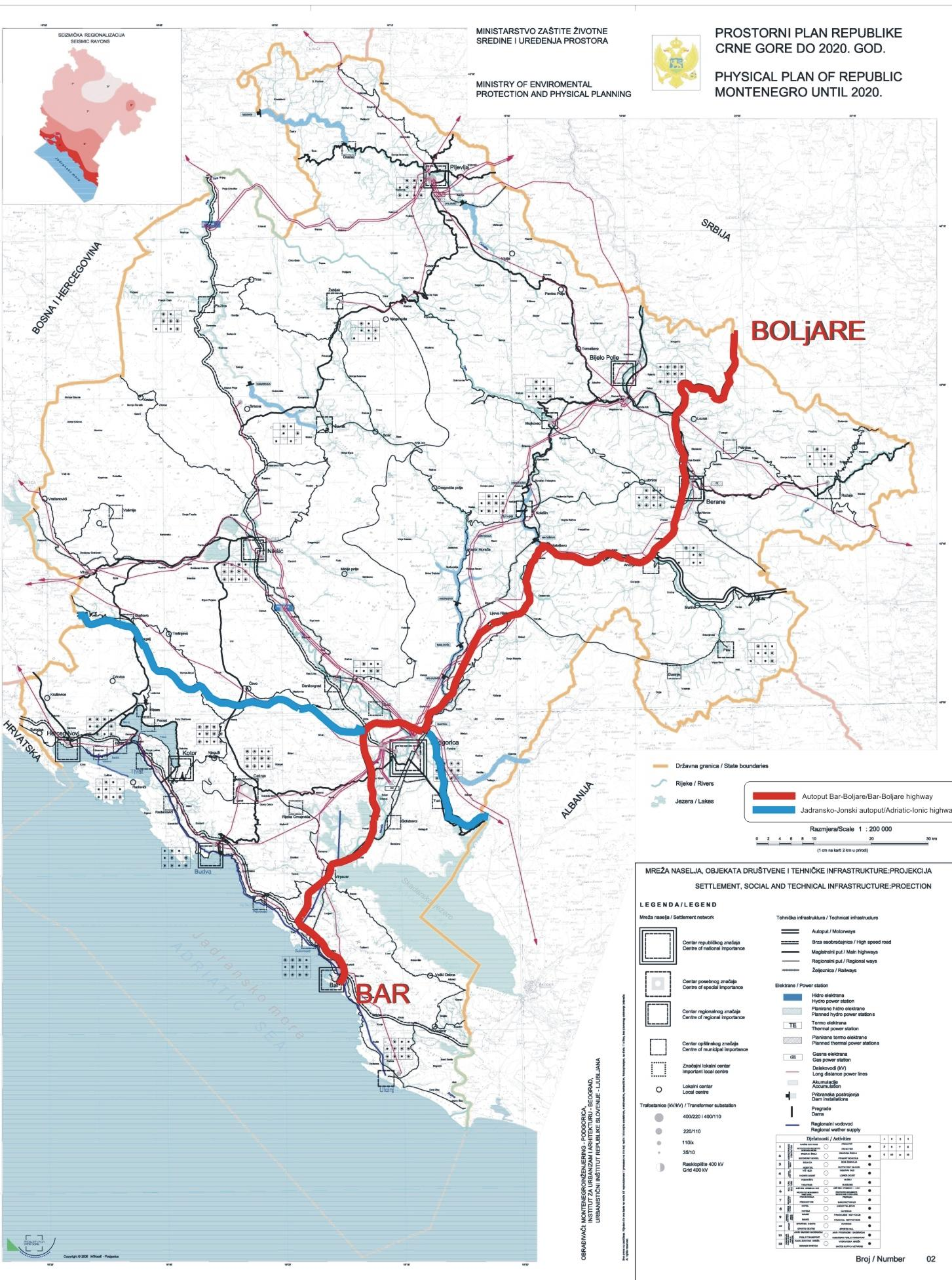
Nationalstraßen- und Autobahnnetz mit Planungsstand 2010

Das Nationalstraßen- und Autobahnnetz in Montenegro zählt zu den jüngsten in Europa und befindet sich im Aufbau.

## Allgemeines

### Planungen
In Montenegro sind auf Basis des neuen Raumordnungsplanes 2020 (Prostornog plana Crne Gore, kurz PPCG 2020) drei Autobahnen (Autoput) und vier autobahnähnliche Straßen (Brza saobraćajnica, zu deutsch Schnellstraße) in Planung, Bau oder teilweise in Betrieb. Insgesamt sollen 294 Kilometer Autobahnen und 325 Kilometer Schnellstraßen entstehen, von denen bisher (Stand November 2024) lediglich 39 Kilometer Autobahn in Betrieb sind und sich derzeit keine Abschnitte im Bau befinden. Nachdem bereits unklar ist, wie Montenegro den chinesischen Kredit über 1 Mrd. Euro für den Bau des ersten Abschnittes der A1 bedienen will, ist auch bei den in Aussicht stehenden Zuschüssen aus EU-Mitteln für einzelne Strecken völlig offen, ob und wann die Pläne umgesetzt werden. Dahingehend ist die Äußerung von Ministerpräsident Spajić, alle Projekte bis 2030 umsetzen zu wollen, extrem ambitioniert.

### Nummerierung
Bis zum Jahresbeginn 2016 entsprach die Nummerierung der montenegrinischen Nationalstraßen (Magistralni put, wörtlich Hauptstraße) der alten Nummerierung aus den Zeiten  der SFR Jugoslawien. Deswegen war die Nummernvergabe inkonsistent mit großen Sprüngen zwischen den Nummern. 2016 wurde ein neues Nummerierungssystem eingeführt. Sowohl das aktuelle als auch das frühere System wird nachstehend wiedergegeben. Zusätzlich wurde ein Nummerierungssystem für Regionalstraßen (Regionalni put) eingeführt.
Für die in der Planung befindlichen autobahnähnliche Straßen (Schnellstraßen) wurden noch keine Nummern vergeben.

### Maut
Generell werden für die Nationalstraßen keine Gebühren wie Maut oder Vignette erhoben. Ausnahme ist der mautpflichtige Sozina-Tunnel.
Vom 15. Juli 2008 bis 31. Dezember 2011 war eine Umweltgebühr Eko Naknada in Form einer Vignette fällig. Die Vignette für diese De-facto-Maut war 12 Monate ab dem Kaufdatum gültig und kostete zum Beispiel für PKW 10 Euro.
Aktuell wird bei der Autobahn A1 eine Maut erhoben. Es ist aber davon auszugehen, dass noch weitere zu bauenden Autobahnen und Schnellstraßen ebenfalls Maut erhoben wird, da die Kosten für den Bau aufgrund der Topographie Montenegros sehr hoch sind. Der zuständige Autobahnbetreiber für montenegrinische Autobahnen ist Monteput.

## Liste der Autobahnen

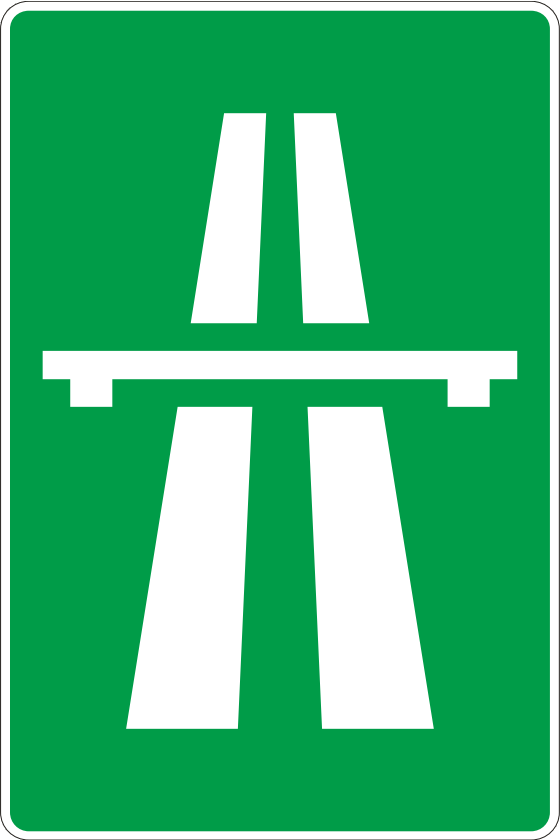
Zeichen für die Autobahn

| Nr. / Zeichen | Europastraße(n) | Bezeichnungen             | Von (Norden bzw. Westen)          | Nach (Süden bzw. Osten) | Via                                                                  | Länge     | in Betrieb | in Bau   | Baukosten         |
| ------------- | --------------- | ------------------------- | --------------------------------- | ----------------------- | -------------------------------------------------------------------- | --------- | ---------- | -------- | ----------------- |
| A1            | E65 · E80       | Autoput Bar–Boljare       | Boljare / Serbien                 | Bar                     | Bijelo Polje – Berane – Andrijevica – Kolašin – Podgorica – Virpazar | 0167,4 km | 039,4 km   | 000,0 km | 3,535 Mrd. Euro   |
| A2            |                 | Jadransko–Jonski Autoput  | Grahovo / Bosnien und Herzegowina | Sukobin / Albanien      | Nikšić – Cetinje – Bar – Ulcinj                                      | ≈130,0 km | 000,0 km   | 000,0 km | 1,260 Mrd. Euro 1 |
|               |                 | Autoput Andrijevica–Čakor | Andrijevica                       | Čakorpass / Kosovo      | Plav                                                                 | 0027,0 km | 000,0 km   | 000,0 km | 0,480 Mrd. Euro   |
| Summe         | Summe           | Summe                     | Summe                             | Summe                   | Summe                                                                | 0294,4 km | 039,4 km   | 000,0 km | 5,275 Mrd. Euro   |

## Liste der Schnellstraßen

Zeichen für die Schnellstraße

| Nr. / Zeichen | Europastraße(n)  | Bezeichnungen                        | Von (Norden bzw. Westen)           | Nach (Süden bzw. Osten) | Via                                              | Länge    | in Betrieb | in Bau | Baukosten       |
| ------------- | ---------------- | ------------------------------------ | ---------------------------------- | ----------------------- | ------------------------------------------------ | -------- | ---------- | ------ | --------------- |
|               | E65 · E80 · E851 | Brza saobraćajnica Herceg Novi–Budva | Debeli Brijeg / Kroatien           | Budva                   | Herceg Novi – Kotor – Cetinje                    | 59,0 km  | 0,0 km     | 0,0 km | 1,475 Mrd. Euro |
|               |                  | Brza saobraćajnica Metaljka–Crnča    | Metaljka / Bosnien und Herzegowina | Crnča                   | Pljevlja – Bijelo Polje                          | 94,0 km  | 0,0 km     | 0,0 km | 1,300 Mrd. Euro |
|               |                  | Brza saobraćajnica Smokovac–Tuzi     | Smokovac                           | Božaj / Albanien        | Tuzi                                             | 27,0 km  | 0,0 km     | 0,0 km | 0,400 Mrd. Euro |
|               |                  | Brza saobraćajnica Podgorica–Vrulja  | Podgorica                          | Vrulja                  | Danilovgrad – Cerovo – Nikšić – Šavnik – Žabljak | 145,0 km | 0,0 km     | 0,0 km | 2,040 Mrd. Euro |
| Summe         | Summe            | Summe                                | Summe                              | Summe                   | Summe                                            | 325,0 km | 0,0 km     | 0,0 km | 5,215 Mrd. Euro |

## Liste der Nationalstraßen

### Aktuelle
| Nr. / Zeichen | Europastraße(n)  | Von (Norden bzw. Westen)               | Bis (Süden bzw. Osten)                 | Via | Länge    |
| ------------- | ---------------- | -------------------------------------- | -------------------------------------- | --- | -------- |
|               | E65 · E80 · E851 | Debeli Brijeg / Kroatien               | Sukobin / Albanien                     | Meljine – Lipci – Kotor – „Krtolska raskrsnica“ – Budva – Petrovac na moru – Sutomore – Bar – Ulcinj – Vladimir                                              | 163,0 km |
|               | E65 · E80        | Sutomore                               | Virpazar                               | Sozina-Tunnel | 12,0 km  |
|               | E65 · E80 · E763 | Petrovac                               | Barski Most / Serbien                  | Sotonići – Virpazar 1 – Virpazar 2 – Golubovci – Podgorica 1 – Podgorica 2 – Bioče – Mioska – Kolašin – Mojkovac – Slijepač Most – Ribarevina – Bijelo Polje | 187,0 km |
|               | E762             | Šćepan Polje / Bosnien und Herzegowina | Podgorica 1                            | Plužine – Jasenovo Polje – Vir – Nikšić – Cerovo – Danilovgrad – Podgorica 3                                                                                 | 134,0 km |
|               | E762             | Podgorica 2                            | Božaj / Albanien                       | Tuzi | 22,3 km  |
|               | E65 · E80        | Ribarevina                             | Dračenovac / Serbien                   | Berane – Budimlja – Kalače – Rožaje – Most Zeleni | 77,7 km  |
|               |                  | Ranče / Serbien                        | Jasenovo Polje                         | Trlica – Pljevlja 1 – Đurđevića Tara – Žabljak – Virak – Pošćenski kraj – Tunel Ivica – Šavnik – Kruševice                                                   | 127,0 km |
|               |                  | Nikšić                                 | Ilijino Brdo / Bosnien und Herzegowina | Vilusi 1 – Vilusi 2 | 35,7 km  |
|               |                  | Lipci                                  | Vilusi                                 | Grahovo | 38,6 km  |
|               |                  | Vilusi 2                               | Deleuša                                | Petrovići | 21,1 km  |
|               |                  | Podgorica 3                            | Budva                                  | Cetinje | 58,3 km  |
|               |                  | Lepetani                               | „Krtolska raskrsnica“                  | Tivat | 10,1 km  |
|               |                  | Meljine                                | Sitnica / Bosnien und Herzegowina      | Petijevići | 18,9 km  |
| Summe         | Summe            | Summe                                  | Summe                                  | Summe | 905,7 km |

Die M 2 (von der kroatischen Grenze bis Petrovac) soll zu einer Schnellstraße ausgebaut und dazu in großen Teilen neu trassiert werden (Schnellstraße Herceg Novi–Budva). Die Verige-Brücke soll Teil dieser neuen Schnellstraße werden.
Die M 3 wurde zwischen Nikšić und Podgorica bereits teilweise zu einer Schnellstraße ausgebaut. Dieser Ausbau soll in naher Zukunft vervollständigt werden und langfristig die restliche Strecke von Nikšić über die M 6 nach Vrulja und weiter über die Schnellstraße Metaljka–Crnča und Pljevlja zur bosnisch-herzegowinischen Grenze ebenfalls entsprechend ausgebaut werden.

### Bis 2016
| Nr. / Zeichen | Europastraße(n)                                                             | Von (Norden bzw. Westen)               | Bis (Süden bzw. Osten) | Via                                                                      | Länge      |
| ------------- | --------------------------------------------------------------------------- | -------------------------------------- | ---------------------- | ------------------------------------------------------------------------ | ---------- |
| M2            | Vorlage:RSIGN/Wartung/EU-E-Einbindung Vorlage:RSIGN/Wartung/EU-E-Einbindung | Debeli Brijeg / Kroatien               | Dračenovac / Serbien   | Kotor – Tivat – Petrovac na moru – Podgorica – Kolašin – Berane – Rožaje | ca. 310 km |
| M2-3          |                                                                             | Budva                                  | Podgorica              | Cetinje                                                                  | ca. 58 km  |
| M2-4          | Vorlage:RSIGN/Wartung/EU-E-Einbindung                                       | Petrovac na moru                       | Sukobin / Albanien     | Sutomore – Bar – Ulcinj                                                  | ca. 52 km  |
| M6            |                                                                             | Ilino Brdo / Bosnien und Herzegowina   | Nikšić                 | Vilusi                                                                   | ca. 35 km  |
| M8            |                                                                             | Metaljka / Bosnien und Herzegowina     | Ranče / Serbien        | Pljevlja                                                                 | ca. 59 km  |
| M9            |                                                                             | Kolašin                                | Rugova-Schlucht        | Mateševo – Andrijevica – Murino – Čakorpass                              | ca. 65 km  |
| M18           | Vorlage:RSIGN/Wartung/EU-E-Einbindung                                       | Šćepan Polje / Bosnien und Herzegowina | Božaj / Albanien       | Plužine – Nikšić – Danilovgrad – Podgorica – Tuzi                        | ca. 160 km |
| M21           | Vorlage:RSIGN/Wartung/EU-E-Einbindung                                       | Dobrakovo / Serbien                    | Ribarevina             | Bijelo Polje                                                             | ca. 22 km  |
| Summe         | Summe                                                                       | Summe                                  | Summe                  | Summe                                                                    | ca. 761 km |

## Liste der Regionalstraßen
| Nr. / Zeichen | Von (Norden bzw. Westen)           | Bis (Süden bzw. Osten)        | Via                                          | Länge      |
| ------------- | ---------------------------------- | ----------------------------- | -------------------------------------------- | ---------- |
|               | Kotor                              | Cetinje                       | Čekanje – Njeguši – Krstac – Trojica         | 36,3 km    |
|               | Berane                             | Grnčar / Albanien             | Buča – Andrijevica – Murino – Plav – Gusinje | 54,5 km    |
|               | Metaljka / Bosnien und Herzegowina | Pljevlja                      | Dajevića Han                                 | 40,3 km    |
|               | Čemerno / Serbien                  | Dajevića Han                  |                                              | 10,5 km    |
|               | Rožaje                             | Stubica / Kosovo              | Kula                                         | 23,1 km    |
|               | Vuča / Serbien                     | Most Zeleni                   |                                              | 29,0 km    |
|               | Krstac / Bosnien und Herzegowina   | Vir                           |                                              | 42,8 km    |
|               | Nudo / Bosnien und Herzegowina     | Resna                         | Grahovo                                      | 50,9 km    |
|               | Murino                             | Bjeluha / Kosovo              |                                              | 35,4 km    |
|               | Đurđevića Tara                     | Mojkovac                      |                                              | 45,9 km    |
|               | Trlica                             | Slijepač Most                 | Tomaševo – Pavino Polje                      | 65,5 km    |
|               | Budimlja                           | Kalače                        | Podvade                                      | 36,3 km    |
|               | Podvade                            | Petnjica                      |                                              | 3,1 km     |
|               | Kolašin                            | Bioče                         | Mateševo                                     | 59,3 km    |
|               | Čevo                               | Danilovgrad                   |                                              | 26,0 km    |
|               | Virpazar                           | Vladimir                      | Ostros                                       | 51,3 km    |
|               | Pošćenski Kraj                     | Plužine                       | Trsa                                         | 44,7 km    |
|               | Riđani / Bosnien und Herzegowina   | Čekanje                       | Resna – Čevo                                 | 58,0 km    |
|               | Šula                               | Pljevlja / Serbien            | Gradac                                       | 34,2 km    |
|               | Mateševo                           | Andrijevica                   | Trešnjevik                                   | 34,7 km    |
|               | Virak                              | Šavnik                        | Tušina                                       | 37,6 km    |
|               | Tušina                             | Mioska                        | Semolj – Boan                                | 40,0 km    |
|               | Ulcinj                             | Ada Bojana                    |                                              | 14,6 km    |
|               | Cerovo                             | Rogami                        | Bogetići – Glava Zete – Danilovgrad – Spuž   | 40,5 km    |
|               | Lubnice                            | Buča                          |                                              | 10,3 km    |
|               | Krstac                             | Cetinje                       | Ivanova korita – Međuvršje – Krstac          | 25,5 km    |
|               | Međuvršje                          | Lovćen                        |                                              | 3,0 km     |
|               | Vrela                              | Njegovuđa                     |                                              | 2,6 km     |
|               | Podgorica                          | Cijevna Zatrebačka / Albanien | Dinoša                                       | 24,0 km    |
|               | Virpazar                           | Bar                           |                                              | 37,8 km    |
|               | Bar                                | Krute                         |                                              | 14,3 km    |
| Summe         | Summe                              | Summe                         | Summe                                        | 1.032,0 km |